# کت مائویی

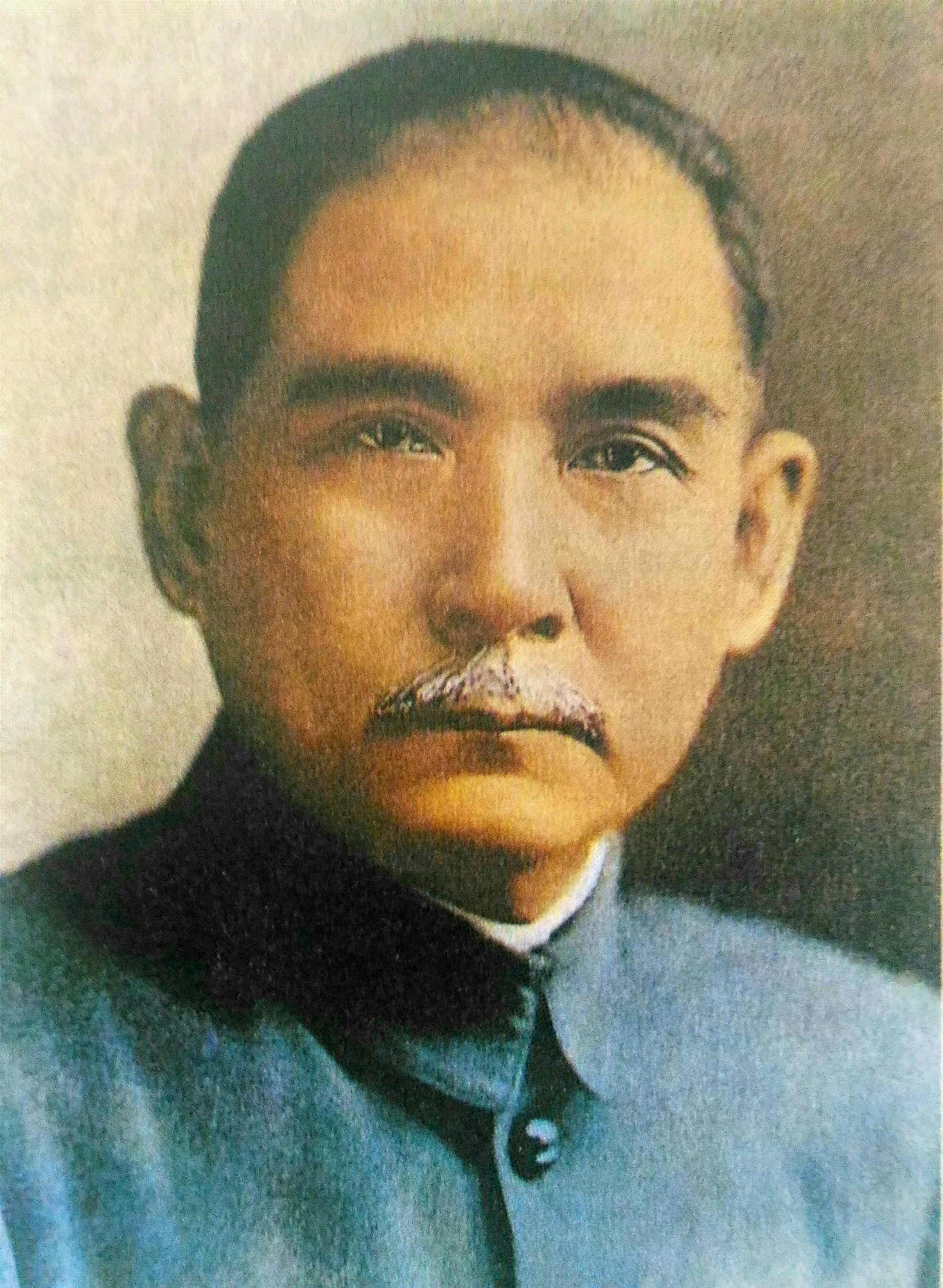
سون یات سن

کت مائویی پوشاک مردانه ایست که به طور سنتی در جمهوری خلق چین به عنوان کت ژونگشان (چینی ساده‌شده: 中山装; چینی سنتی: 中山裝; پین‌یین: Zhōngshān zhuāng) (به افتخار سون یات سن، که سون ژونگشان نیز خوانده می‌شد) , و بعدتر به عنوان کت مائویی (به افتخار مائو تسه‌تونگ) خوانده می‌شود. سون یات-سن مدت کوتاهی پس از تأسیس تایوان این مدل را به عنوان نوعی لباس ملی با دلالت‌های متمایز سیاسی و بعداً حکومتی معرفی کرد.
پس از پایان جنگ داخلی چین و تأسیس جمهوری خلق چین در ۱۹۴۹ این کت‌ها از سوی مردان و رهبران حکومتی به عنوان نمادی از وحدت پرولتاریا و همتای شرقی کت شلوار غربی مورد استفاده قرار گرفت.
این کت گاهی روی بلوز یقه‌اسکی پوشیده می‌شود.